# Espacio Cultural Nuestros Hijos
ECuNHi (Espacio Cultural Nuestros Hijos) es un espacio cultural y una escuela de arte de las Madres de la Plaza de Mayo. Está ubicado en la ciudad de Buenos Aires y funciona en el predio de la ex ESMA, que fue durante la última dictadura argentina (1976-1983) el más grande y más activo de los centros clandestinos de detención, por donde pasaron más de 5.000 detenidos-desaparecidos. Fue inaugurado en 2008.

## Presentación
El Espacio Cultural Nuestros Hijos, ECuNHi, de las Madres de Plaza de Mayo, tiene su sede en el predio de la ex Escuela de Mecánica de la Armada, ESMA, en la ciudad de Buenos Aires.
Durante la última dictadura militar, en ese lugar funcionó el más grande de los centros clandestinos de detención. Allí se planificó y ejecutó el plan sistemático de desaparición de personas, se torturó y se mató.
Cuando el entonces presidente Néstor Kirchner decidió desafectar ese predio de la órbita de la Armada y establecer allí un Museo de la Memoria, las Madres solicitaron que les otorgara el edificio que había sido del Liceo Naval, para crear en ese mismo sitio su Espacio Cultural. Ellas se propusieron revertir completamente el signo de ese lugar y lograr que en las aulas en donde se enseñó el odio y la destrucción se promovieran el arte y la creación. Es decir, la vida. Y no sólo eso: también se plantearon abrir ese sitio para que la cultura estuviera al alcance de todos, como lo habían soñado sus hijos. Por eso eligieron para esta institución el nombre de Espacio Cultural Nuestros Hijos, en el intento de sintetizar en él todas esas aspiraciones.
Desde 2014, la directora socio-educativa es Verónica Parodi.

## Historia

### La Escuela de Mecánica de la Armada y el centro clandestino de detención
La Escuela fue fundada en 1924, durante la presidencia de Alvear. En 1928 se inauguró el actual complejo de edificios, proyectado por el arquitecto Raúl J. Álvarez, sobre la actual Avenida del Libertador. Anualmente, alrededor de 10.000 jóvenes se inscribían para ingresar como alumnos regulares; la mitad de ellos eran seleccionados y becados para estudiar carreras como electrónica, aeronáutica, administrativa, mecánico naval, operador de radio, meteorología, oceanografía, etcétera. Los estudiantes permanecían internados de lunes a viernes, y recibían entre 8 y 10 horas de estudios por día. Las carreras podían completarse en hasta tres años de estudios, los alumnos egresaban como técnicos, con opción a seguir luego la carrera militar o ejercer su profesión en cualquier otro ámbito.
Desde la entrada principal se accede al pabellón central donde estaban las oficinas y despachos de las autoridades. Allí se encuentra un patio cubierto, usado también como cine para el alumnado. A la izquierda de este edificio estaban los casinos de suboficiales y más alejado y aislado, el casino de oficiales, donde funcionó el centro clandestino de detención, durante la dictadura militar que usurpó el poder entre 1976 y 1983.
Desde marzo de 1976 a noviembre de 1983, la ESMA fue el centro clandestino de detención más conocido y casi emblemático del autodenominado Proceso de Reorganización Nacional. Funcionó como tal desde el inicio de la dictadura; el mismo día del golpe de Estado ya alojó personas secuestradas por las fuerzas armadas, entre ellas, el doctor Pedro Eladio Vázquez, hasta entonces Secretario de Deportes y Turismo de la Nación. 
Los oficiales que operaban en la institución cuidaban de no revelar su identidad ni su filiación militar al desempeñar la siniestra tarea de planificar o efectuar secuestros o torturas.
La ESMA dependía del almirante Eduardo Massera, jefe de la Armada entre 1976 y 1978. Allí funcionaban dos grupos clandestinos, el grupo de tareas 3.3.3 a cargo del SIN (Servicio de Inteligencia Naval) y el grupo de tareas 3.3.2 de la Marina. Este último estaba dirigido por el contralmirante Rubén Jacinto Chamorro y el capitán Jorge Eduardo Acosta (conocido como el tigre). Otros célebres represores que formaron parte del mismo fueron Alfredo Astiz (el ángel rubio o el ángel de la muerte), Ricardo Miguel Cavallo y Adolfo Scilingo. Tras las declaraciones de este último, oficial de marina de guerra durante la dictadura, existe una lista de 120 asesinos y torturadores de la ESMA con las funciones que cumplían.
El 24 de marzo de 2004 el presidente Néstor Kirchner y el Jefe de Gobierno de la Ciudad de Buenos Aires Aníbal Ibarra firmaron el "Acuerdo entre el Estado nacional y la Ciudad Autónoma de Buenos Aires para la construcción del espacio para la memoria y para la promoción y defensa de los derechos humanos en el predio de la ESMA". Kirchner ordenó sacar de una de las salas del Colegio Militar de la Nación los retratos de los dictadores y genocidas Jorge Rafael Videla, responsable del golpe de Estado del 24 de marzo de 1976 y Reynaldo Bignone.
Durante la conmemoración de los sesenta años de la Declaración Universal de los Derechos Humanos (2008), los Estados miembros en la UNESCO aprobaron el funcionamiento en la ex ESMA del Centro Internacional para la Promoción de los Derechos Humanos.

### El proyecto de las Madres

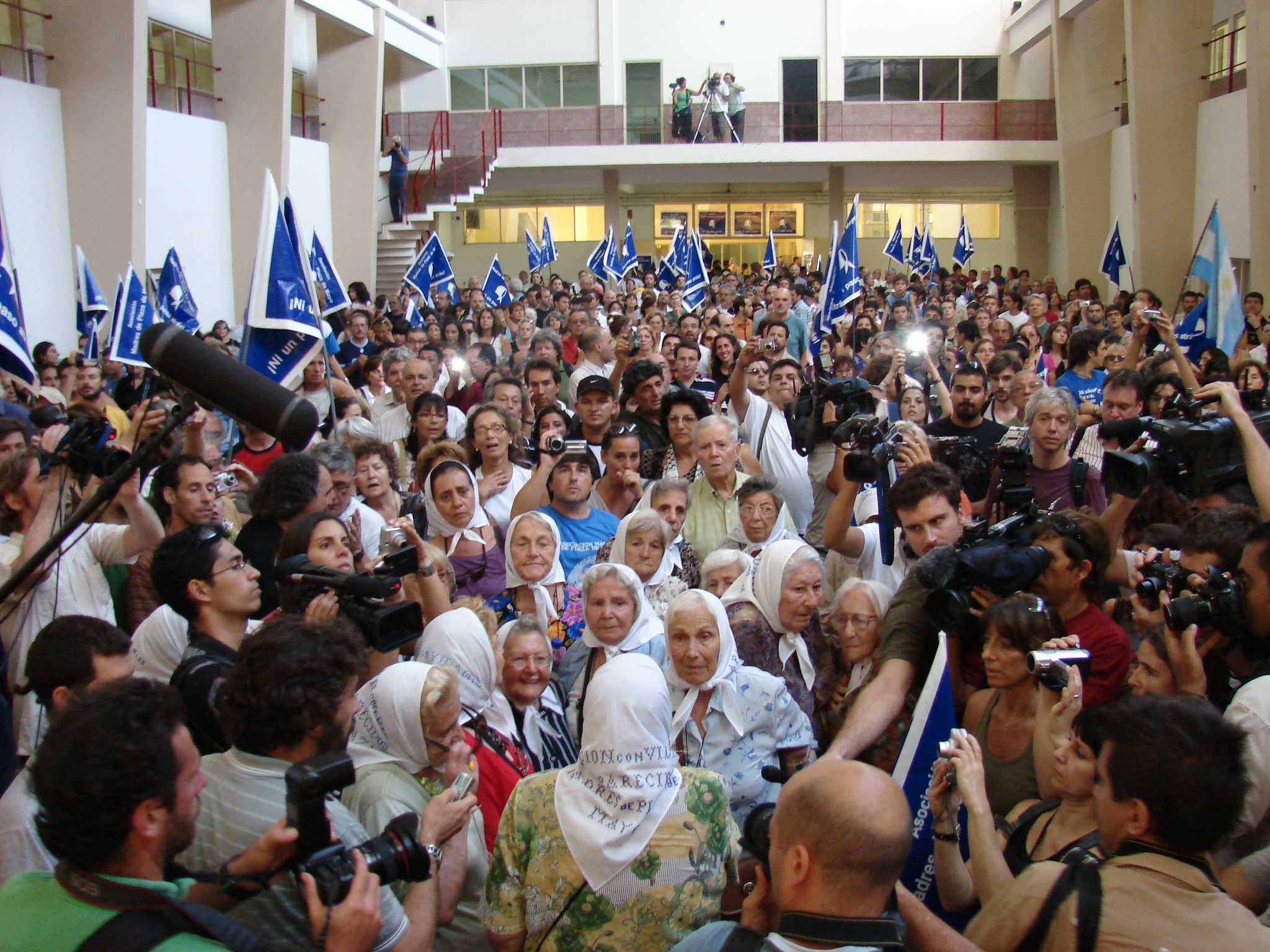
Las Madres en el momento del "desembarco", con una multitud de seguidores, en el Auditorio del ECuNHi.

Las Madres de Plaza de Mayo "desembarcaron" en el ex Liceo Naval, ubicado en el predio que fuera de la ESMA, el 31 de enero de 2008. Una verdadera multitud las acompañó ese día; entre todos, pintaron flores y soles coloridos en los muros como modo simbólico de expresar el proyecto de las Madres: convertir ese sitio emblemático de la dictadura y su horror en el Espacio Cultural Nuestros Hijos, un lugar destinado al aprendizaje, la belleza y el arte. 
El lanzamiento del Espacio se produjo el 30 de abril de ese mismo año, cuando las Madres conmemoraron allí el aniversario de sus treinta y un años de lucha con una jornada que comenzó con la presentación de una cuerda de percusión de cuarenta tambores y cerró con las actuaciones de Liliana Herrero y Víctor Heredia, y las palabras de la presidenta de la Asociación Madres de Plaza de Mayo, Hebe de Bonafini. 
Con el fin de darse a conocer, el ECuNHi ofreció una variada gama de actividades a lo largo de junio, llamado “el mes presentación”: obras teatrales, recitales y shows musicales, narraciones, charlas, debates, proyecciones cinematográficas, títeres y espectáculos infantiles atrajeron a más de dos mil visitantes. 
A partir del mes de julio y hasta fin de noviembre de 2008, el ECuNHi ofreció talleres de Artes Visuales, Artes y artesanías originarias, Letras, Música y Teatro. Esta actividad continúa.
También, desde la apertura del ECuNHi, se llevan a cabo diversas actividades culturales: presentaciones de libros, recitales de diferentes géneros musicales, representaciones teatrales, proyecciones de films que no se consiguen en el circuito comercial –documentales, de animación y otros–, muestras de artes visuales y clases magistrales, entre otras muchas actividades. 
El Espacio Cultural Nuestros Hijos (ECuNHi) mantiene un vínculo estrecho con instituciones públicas y privadas con las que comparte objetivos. Ha establecido con ellas una serie de acuerdos y convenios, con el fin de potenciar su política de proyección institucional y trabajar sinérgicamente en pos de horizontes comunes.

## Actividades
Desde la fundación del ECuNHi, se trató de generar en el mismo un espacio de vida y de creación, de alegría y de juventud en este mismo sitio que fue ewscenario de tanto horror. Así resume la ideología y el objetivo del Espacio Teresa Parodi, directora del ECuNHi :
“Un espacio cultural es naturalmente un espacio de vida. De vida compartida, entrelazada, en movimiento. 
Un espacio cultural es un lugar para que una comunidad reavive su capacidad identitaria. Para que una comunidad se repiense desde su quehacer, desde su querer, desde su soñar, haciendo que interactúen pasado, presente y futuro en una constante búsqueda creativa. 
La herramienta excluyente para que este acontecimiento, casi tribal, se concrete, es el lenguaje universal de la belleza con que el hombre ha sabido enaltecer su espíritu. La belleza en las formas y en lo profundo del contenido. La belleza capaz de resplandecer, aun en el horror, como una necesidad humana irrenunciable de decir de sí más allá de lo visible, de lo tangible, de lo posible. 
La creación, sin duda alguna, es un acto de amor y como tal reúne a la comunidad en un intento superador y liberador como ningún otro estímulo. 
Un espacio cultural le da amparo y marco a este estímulo. Le da sentido y referencia. 
Este Espacio Cultural, en especial, abre sus puertas a la luz de la lucha, del amor, del compromiso con la vida que sólo pueden tener las Madres de la Plaza de Mayo. 
Por eso se llama Nuestros Hijos, e irrumpe en la historia con el peso incuestionable de su propia historia y levanta la cabeza y se instala ante nuestros ojos y nuestra esperanza como una lámpara encendida que jamás apagará su llama. 
Y nos convoca a construir un sitio intransferible para que donde hubo odio haya amor, para que donde hubo muerte haya vida. 
Las puertas están abiertas y en su interior ya hay gente trabajando con alegría.”
El Espacio Cultural Nuestros Hijos, desde su mirada de inclusión y convivencia de diversidades sociales y culturales, procura que los intereses de los ciudadanos encuentren un lugar de contención, expresión y desarrollo.
Desde julio de 2008, durante el ciclo lectivo y también en verano, de lunes a sábados se llevan a cabo talleres de Artes Visuales, Artes y artesanías originarias, Letras, Música, Musicoterapia y Teatro. Los casi 5000 alumnos que asistieron desde el inicio hasta fines de 2011 a estos cursos lo han hecho atraídos tanto por los aranceles accesibles como por el trabajo en grupos reducidos pero, sobre todo, por el nivel de los docentes, profesionales y artistas, figuras destacadas en sus respectivas áreas.

### Talleres

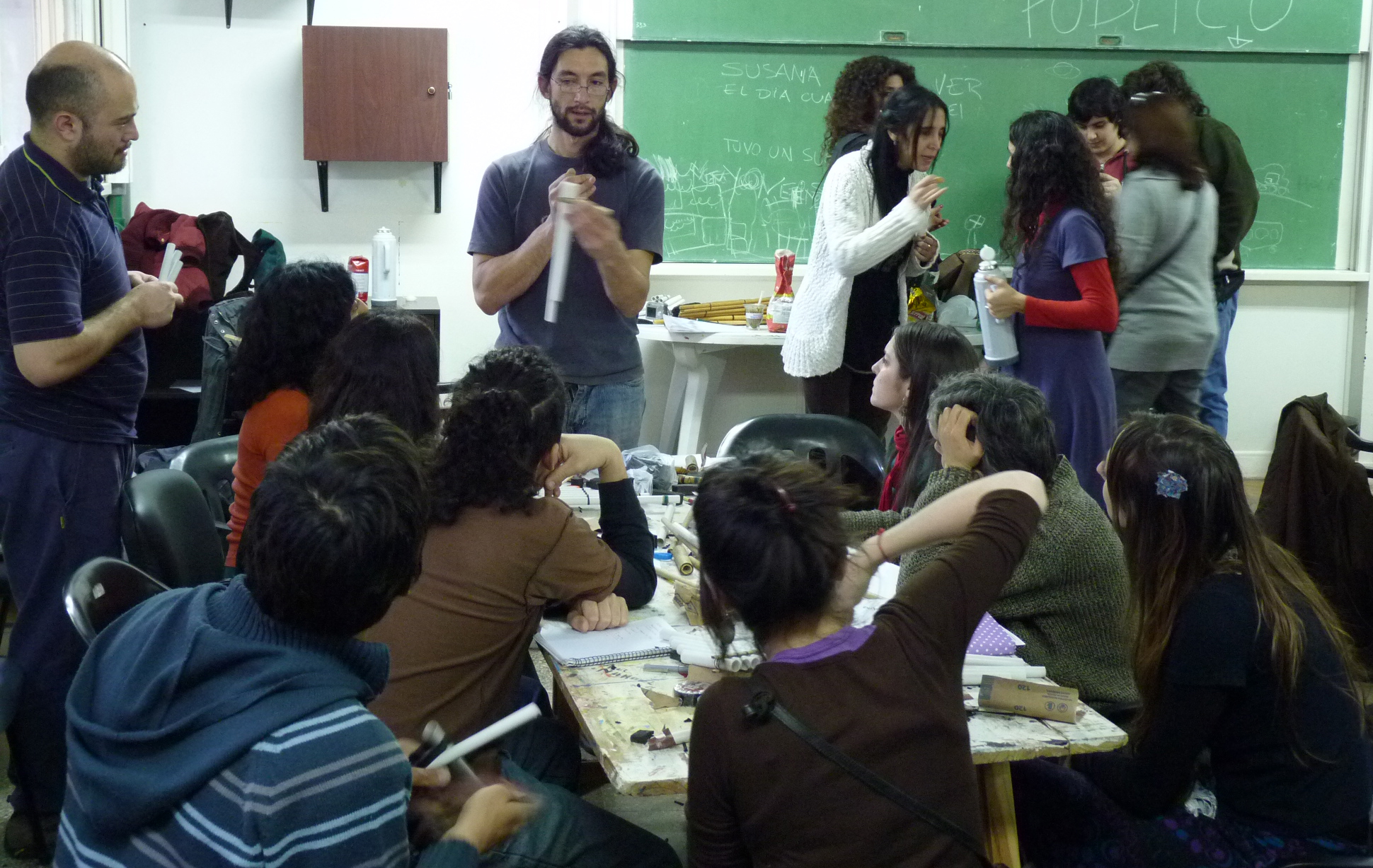
Taller de construcción de instrumentos de música para el trabajo terapéutico o didáctico, propuesto por el área de Musicoterapia

La oferta de talleres se organiza en cinco áreas diferentes:
El área de Artes Visuales desarrolla dos programas fundamentales: uno de exhibiciones (muestras temporarias) y otro de talleres coordinados por artistas de prestigio y que están abiertos a la participación de todo aquel que esté interesado, sin limitaciones de edad o conocimientos previos. Paralelamente, a través de acuerdos con prestigiosas instituciones culturales tales como el Fondo Nacional de las Artes, entre otras, se trabaja en la creación de programas de becas para jóvenes artistas y en las bases para concursos y premios relacionados con el perfil y los objetivos del ECuNHi (ver abajo).
El área de Letras se constituye como un espacio de intercambio intelectual en el que se promueven prácticas de escritura creativa y de lectura crítica. Aspira también a difundir producciones literarias representativas de la literatura argentina. Asimismo, organiza eventos culturales tales como presentaciones de libros y revistas, proyectos editoriales, foros, ciclos de conferencias, debates y actividades académicas. El área de Letras se propone garantizar la calidad de la oferta cultural en la riqueza estética de las prácticas y en la formación de excelencia de los profesores y profesoras que dictan sus talleres y seminarios.

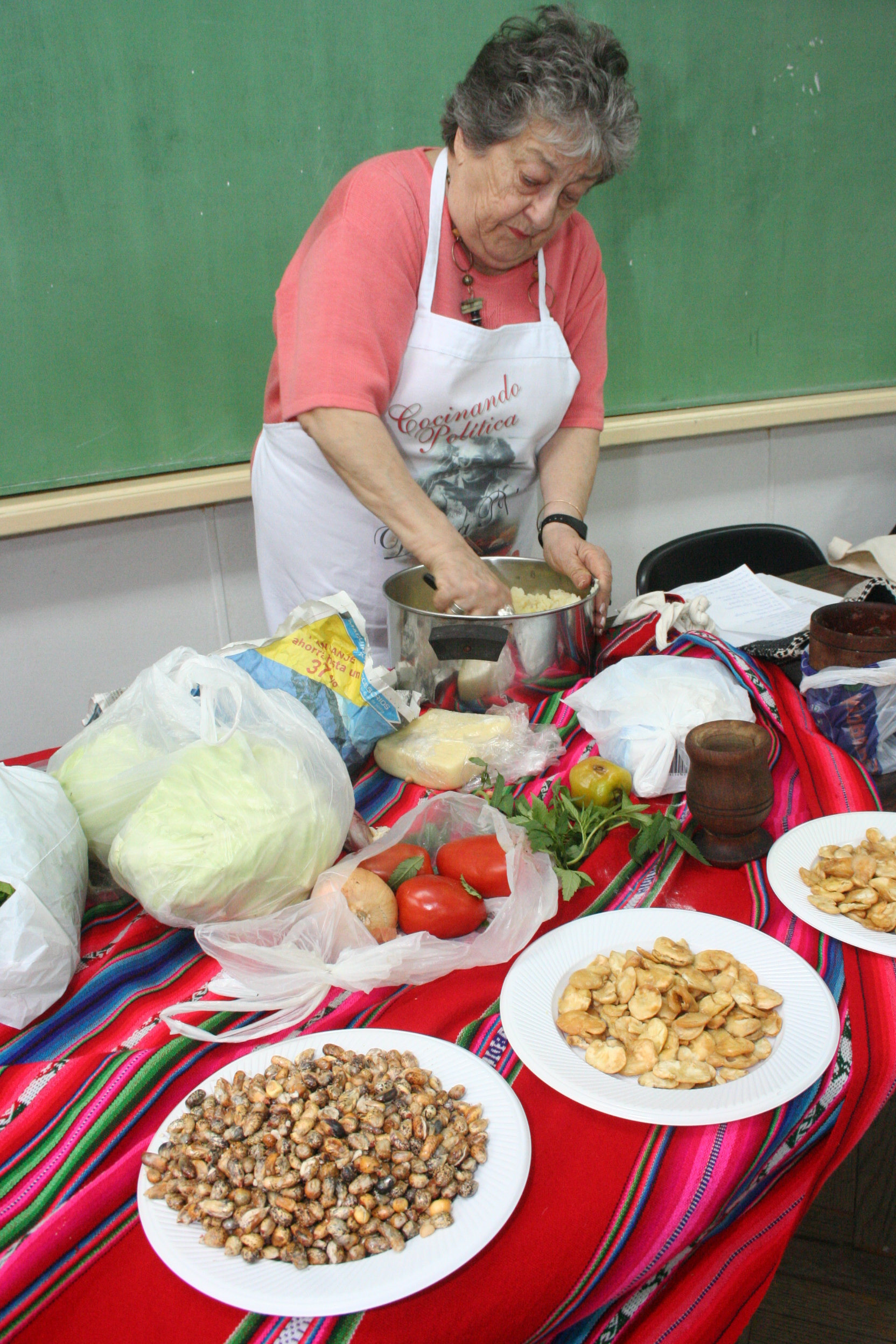
Una clase del taller Cocinando política, dictado por Hebe de Bonafini.

La música está presente en el ECuNHi como factor cultural y educativo indispensable. Por eso, pone al alcance de todos una educación instrumental y vocal destinada a la práctica individual y colectiva de la música con una orientación popular y regional, sin perjuicio de que en la labor educativa se incluyan contenidos de otros géneros a fin de que los alumnos asimilen de manera óptima los contenidos. También cuenta con dos organismos musicales propios: el Coro ECuNHi y la Orquesta  Infantil y Juvenil “Don Alguito Algas” y ofrece actividades tales como recitales, seminarios, talleres, encuentros y festivales, entre otras. En definitiva, desde el área de Música del ECuNHi se procura recoger y difundir las tradiciones musicales locales y regionales como expresión de identidad cultural, desde una perspectiva crítica con la memoria y el presente de nuestra sociedad.
El área de Teatro se ha diseñado teniendo en cuenta dos ejes fundamentales: el de formación artística, con talleres y seminarios específicos, y el de producción de hechos escénicos, que son el resultado de la implementación y el desarrollo de los talleres. Se ofrecen talleres cuatrimestrales y anuales, seminarios, workshops, clases magistrales, conferencias y debates.
También, desde el año 2009, es la organizadora del Festival Nacional de Teatro que se desarrolla en el Espacio Cultural Nuestros Hijos.
El Área de Musicoterapia del ECuNHi organiza seminarios, charlas, el taller "Musiqueando" para el desarrollamiento de la creatividad musical (integra chicos con necesidades educativas especiales) y el curso "¿Qué es la creatividad?" dirigido a agentes, alumnos, docentes y profesionales de las áreas de Educación y Salud. A partir de 2010 propone la Semana de la Improvisación Libre, con la intervención de profesionales y estudiantes de música, plástica, danza, musicoterapia y otras disciplinas de la salud y las ciencias sociales. 
Además, desde 2008, una vez por semana Hebe de Bonafini, la presidenta de la Asociación Madres de Plaza de Mayo, lleva a cabo un taller muy original, en el que se mezclan la cocina saludable y económica, las poesías, recetas heredadas, mucha charla política, alimentos autóctonos, textos científicos, una huerta orgánica nacida en el Espacio Cultural "Nuestros Hijos" y en las casas... Todo se mixtura para conformar este taller único, condimentado con los sabrosos comentarios y recuerdos de la docente.

### Ciclos, actividades y grandes artistas
Otro pilar del ECuNHi son las diversas propuestas culturales gratuitas, que se llevan a cabo de jueves a sábados: muestras de artes visuales, charlas y presentaciones de libros y CD, recitales de diferentes géneros musicales, espectáculos teatrales, proyecciones de películas y festivales de todo tipo.
Así, todos los años se realizan diversos ciclos musicales –Desde adentro, SADAIC en el ECuNHi, Pertenencia, (FNA), Ciclo Coral, AADI, Escenario jazz, Escenario Blues y Escenario Rock–. También el área de Letras organiza sus ciclos –Pueden venir cuentos quieran (rock argentino y poesía), + poesía – policía, Cosamostra, Ciclos de Cine Arte, de Cine Documental y el veraniego “Cine en el jardín”– además de otros realizados conjuntamente con el área de Teatro –Cuerpo y Letra, Ficción instantánea–. 
En paralelo a las importantes muestras de Artes Visuales en las que se exhiben obras de grandes maestros consagrados, el Espacio también alberga exposiciones de talentosos artistas emergentes, en la búsqueda de producir una suerte de enriquecedor diálogo intergeneracional entre estas producciones.
Algunos grandes y queridísimos artistas que se han presentado en el Espacio son Lidia Borda, Susana Rinaldi, León Gieco, Liliana Herrero, Oscar Araiz, Renata Schussheim, Claudia Puyó, La Chilinga, León Ferrari, Mirta Busnelli, Marián Farías Gómez, Santaires, Mariana Baraj, Daniel Veronese, Ligia Piro, Víctor Heredia, Ignacio Copani, Rita Cortese, Jorge Meijide (Meiji), Leopoldo Federico, Orquesta Nacional Juan de Dios Filiberto, El Otro Yo, Víctor Laplace, Rafael Spregelburd, Juan Falú, Marino Santa María, Ana María Bovo, Daniel Santoro, Javier Martínez (Manal), Irupé Tarragó Ros, Grupo de Teatro Catalinas Sur, Libertablas, Esteban Morgado y Horacio Ferrer, entre muchos otros.

### Actividades especiales

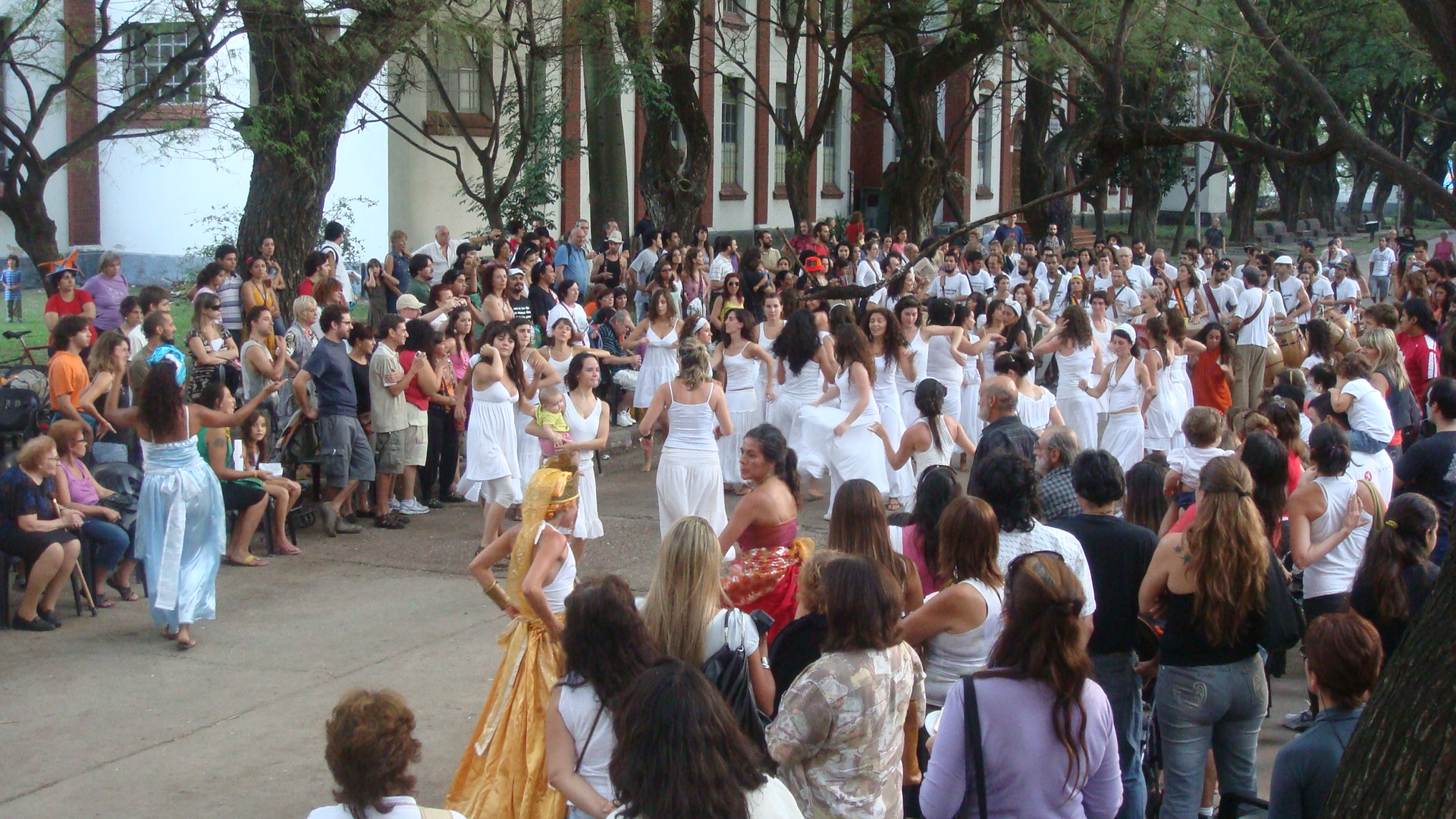
Baile y tambores durante el festejo del Carnaval 2010

Un párrafo aparte merece la realización de distintos encuentros y festivales: Carnaval 2009 y 2010, Festival de la canción social (21-23/03/09), Evento 24 de marzo, con Arbolito y León Gieco en el cierre (10.000 asistentes, 24/03/09), Músicas del Sur (06/06/09), Cine under (15/08/09), Argentina Negra II (26-27/09) y III (06-07/11/10), Festival por la Ley Nacional de Música (10/09 y 10/10), 1º, 2ª y 3ª Festival Nacional de Teatro (06-15/01/09 y 09-21/11/10 y 02-13/11/11), 16º Festival Internacional de batería y percusión (18-19/12/09) y de Reggae, ska y otras músicas (19/12/09), al Congreso por la Ley Nacional de la Música (04-05/06/10), Primer Festival Internacional de Títeres, (23-28/08/10), Torneo Nacional de Ajedrez por la Memoria y el Bicentenario (01-08/10/10), Festival de Cine de temática de encierro y DD.HH “La jaula” (03-04/12/10 y 17/12/11), Primer festival de los chicos en el ECuNHi “MARÍA ELENA WALSH” (19/11/11), entre otros. 
Para poder realizar estos eventos en un marco apropiado, se inauguraron dos salas dotadas de sonido e iluminación: una con capacidad para 500 personas y otra más pequeña, de 100 localidades, además de un microcine con pantalla grande y 80 butacas.

### Dos proyectos con perfil único
Además de las mencionadas actividades, el ECuNHi lleva adelante dos programas absolutamente originales, innovadores, de importante proyección social, muy potentes en cuanto a concepto y que han logrado una masiva concurrencia. Se trata de la Colonia y los Talleres de arte para adultos mayores (cogestionados con el PAMI y el Ministerio de Desarrollo Social), y el Programa El ECuNHi hace escuela, destinado a alumnos de nivel inicial, primario y secundario, de instituciones públicas y privadas (cogestionado con el Ministerio de Educación de la Nación).

#### Colonia y Talleres de arte para adultos mayores
Se realizan en el ECuNHi desde enero de 2009, en virtud de un convenio suscripto entre la Asociación Madres de Plaza de Mayo, el Ministerio de Desarrollo Social y PAMI. Se desarrollan en dos modalidades: Colonia de arte de verano, a la que asisten más de 200 personas por día (enero y febrero, todos los días de semana en jornada completa; se brinda almuerzo y merienda y, en muchos casos, según la zona, también transporte) y Talleres de arte para adultos mayores, de Música, Musicoterapia, Letras, Artes Visuales y Teatro (de marzo a fin de noviembre, todos los días de semana, por la tarde). Son totalmente gratuitos y están abiertos a quienes deseen asistir.
Estos talleres pretenden brindar una alternativa diferente al adulto mayor: el objetivo no es formar artistas sino promover que cada participante pueda explorar su potencial creativo, socializar con sus pares compartiendo una propuesta original, y expresar y expandir su mundo interno a través del arte. Los talleres están dictados por jóvenes profesionales altamente capacitados, coordinados por personal idóneo; por otra parte, los asistentes también cuentan con apoyo psicológico. Es de destacar que todo el personal que interviene en esta propuesta (profesionales, docentes y equipo de apoyo), además de su formación específica, aborda su tarea con enorme alegría; esto genera un clima de gran calidez y amabilidad que es señalado reiteradamente por los concurrentes como un importante valor adicional.

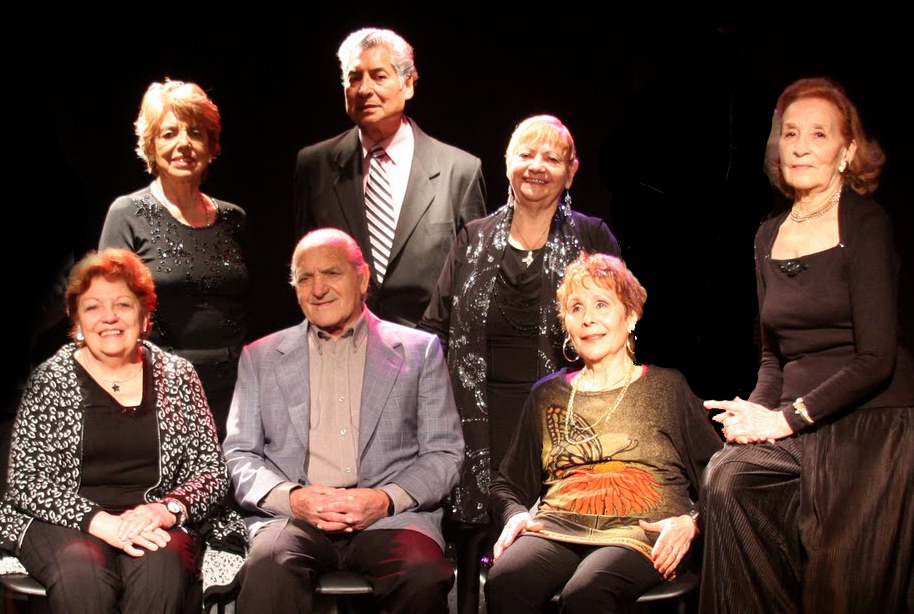
Los siete adultos mayores que cantan en Señales de vida, disco de tango grabado por el ECuNHi y PAMI.

El hecho de que esta actividad se desarrolle en el Espacio Cultural Nuestros Hijos, la Escuela de Arte de las Madres de Plaza de Mayo en la ex ESMA, dota a la experiencia de una mayor trascendencia todavía. Se trata de poner vida en el lugar emblemático del genocidio, escenario del dolor y la muerte; de ganar este espacio para el arte, la creación, la belleza. Sin duda, este objetivo convoca a personas de todo tipo, más allá de la etapa vital que estén atravesando, su nivel socioeconómico o su formación previa.
Los adultos mayores que asisten a estos Talleres de arte durante el ciclo lectivo o a la Colonia en verano pertenecen a Centros de jubilados y Hogares, o concurren de modo independiente. De estos encuentros de arte para adultos mayores surgieron originales y valiosos emprendimientos: el álbum musical Señales de vida (interpretado por siete asistentes al taller de tango) y las presentaciones de este grupo en radios, teatros y en Cosquín); el libro Viejo es el viento y sigue soplando (con textos producidos en los talleres del área de Letras y tapas elaboradas en los del área de Artes Visuales); el mural El Eternauta (realizado sobre una enorme gradería por el grupo de Abuelos muralistas, taller del área de Artes Visuales) y el videoclip Sombrerito (taller de danza folclórica del área de Música). Estos productos no constituyen trabajos de fin de ciclo ni fueron previstos de antemano; parte de su enorme valor radica en que surgieron como propuestas en los mismos talleres, en el curso de los encuentros.

#### “El ECuNHi hace escuela”

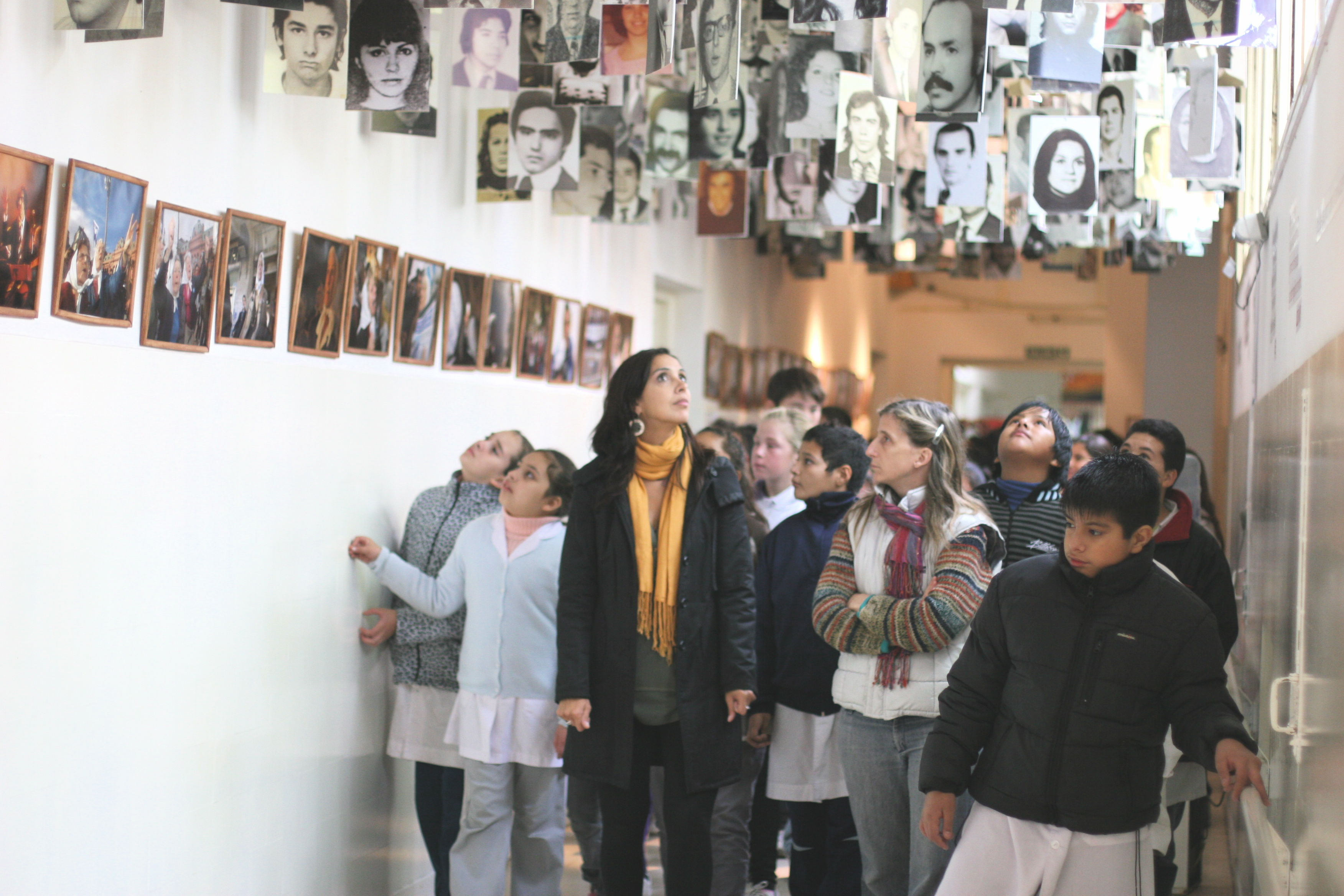
Un grupo de alumnos recorre el ECuNHi

Desde 2010, funciona en el Espacio Cultural Nuestros Hijos (ECuNHi) el programa pedagógico-didáctico “El ECuNHi hace escuela”, que ofrece a estudiantes de nivel inicial, primario y secundario de escuelas públicas y privadas la posibilidad de realizar una experiencia artística y educativa de características únicas.
Este programa se enmarca en el Proyecto Educativo Bicentenario (ProEBi), cogestionado entre el ECuNHi, la Asociación Madres de Plaza de Mayo y el Ministerio de Educación de la Nación. En el lanzamiento de esta actividad en agosto de 2010, el ministro de Educación, Alberto Sileoni, se refirió a su importancia de manera tajante: “Un filósofo alguna vez dijo que el deber de la educación es que nunca más haya campos de extermino, como fue este (…).
Hay voces que insisten en que ‘para qué mirar para atrás, para qué revolver el pasado’. Nosotros decimos que el pasado no pasó y, además, que hay delitos que no prescriben. Y como la memoria se escribe en arena, nosotros tenemos la obligación de escribirla en piedra, para siempre”. Por esta iniciativa de las Madres de Plaza de Mayo, los alumnos de las escuelas del país son invitados a concurrir al Espacio. En el marco de esa visita realizarán actividades artísticas, educativas y culturales que se articularán con contenidos desarrollados especialmente para que los estudiantes los trabajen al volver a sus aulas.

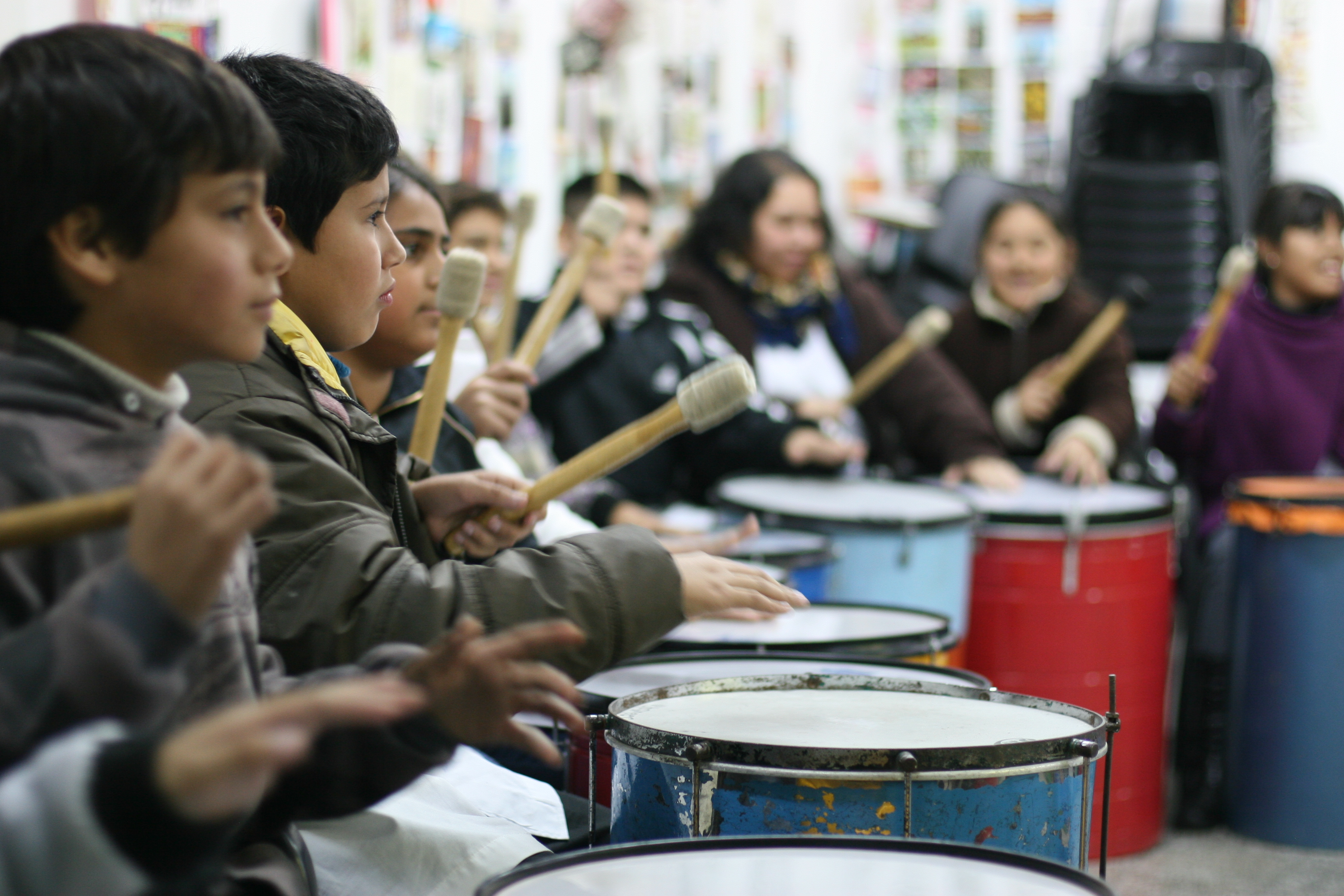
Taller de percusión para chicos

Las actividades que se llevan a cabo varían de acuerdo con la edad y el nivel escolar de los alumnos concurrentes. El circuito contempla un recorrido general por el Espacio y la visita a la Galería de los rostros revolucionarios, a la Sala Negra “Rodolfo Walsh” y a las muestras de artes visuales que estén montadas en cada oportunidad. Además, a nivel secundario se trabaja con el mural de “El Eternauta”, que fue realizado sobre una gradería por los adultos mayores concurrentes a la colonia artística de PAMI/Desarrollo Social en el ECuNHi.
Desde el lugar en que se encuentra la figura del protagonista de esa historieta, se plantean actividades que buscan fomentar la plena toma de conciencia de lo sucedido en el pasado reciente de nuestro país. “El ECuNHi hace escuela” también ha desarrollado acciones extramuros, de manera itinerante; bajo esa modalidad participó en el stand de Paka-Paka de la Feria del Libro Infantil y Juvenil 2011.
Los coordinadores de este programa rescatan la idea del ECuNHi como espacio de vida. Ellos señalan: “Si bien sentimos que estamos transformando el Espacio, también notamos que el ProEBi nos está transformando a nosotros como docentes y como personas: no hay dos visitas iguales; después de cada encuentro reflexionamos mucho sobre lo experimentado”.
Es de destacar el gran número de interesados que participaron de este programa en su primer año y medio de vida: son más de doce mil concurrentes de diferentes niveles educativos. Hay tres tipos de público muy diferenciado: alumnos, docentes y docentes en formación.

### La Beca ECuNHi-FNA (Fondo Nacional de Artes)
La Beca surge como parte de los acuerdos suscriptos por el Espacio Cultural Nuestros Hijos, ECuNHi, Escuela de Arte, de la Asociación Madres de Plaza de Mayo y el FNA, Fondo Nacional de las Artes.
El objetivo fundamental de la beca es profundizar el proyecto de transformación de uno de los sitios emblemáticos de la dictadura en un espacio dedicado a la producción contemporánea de arte y cultura, y colaborar en la formación de artistas en un ambiente de libertad y reflexión crítica, con un taller y seminario de seguimiento y análisis de obra sobre producciones teóricas y prácticas en artes visuales. La beca está orientada a todos los lenguajes de las artes visuales contemporáneas.

## Galerías de imágenes

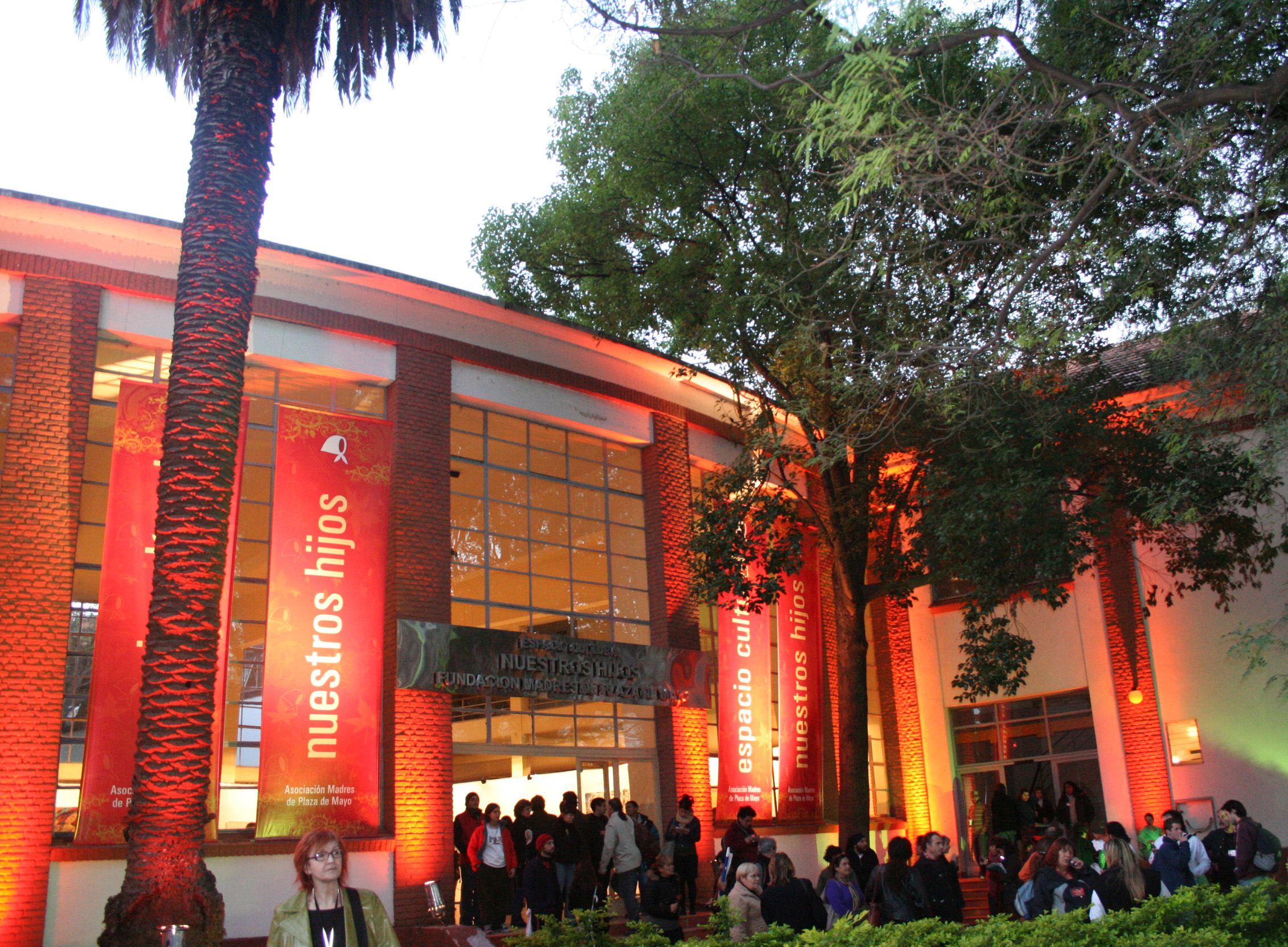
Exterior del Espacio Cultural Nuestros Hijos
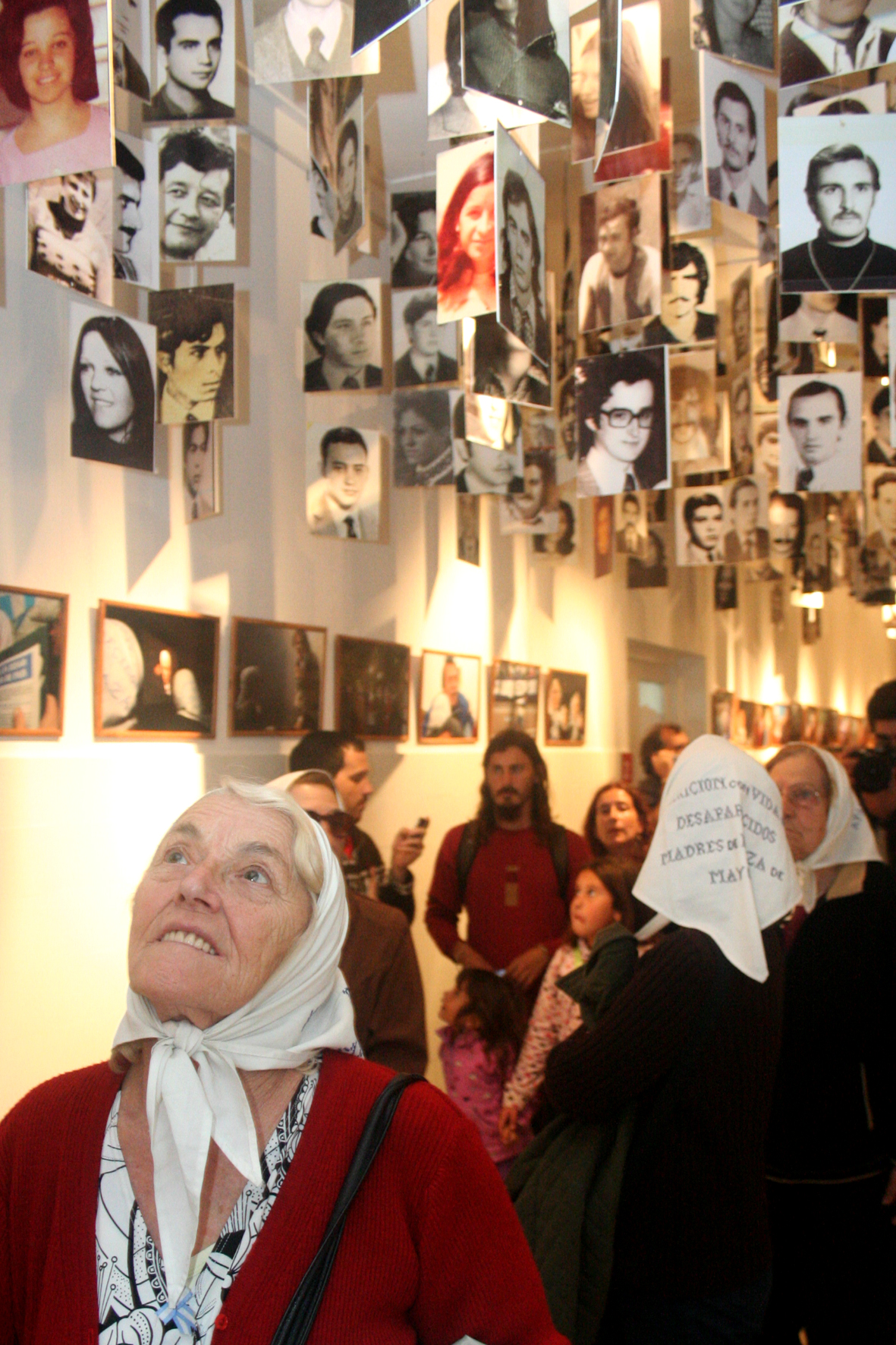
Las Madres en la Galería de los rostros revolucionarios
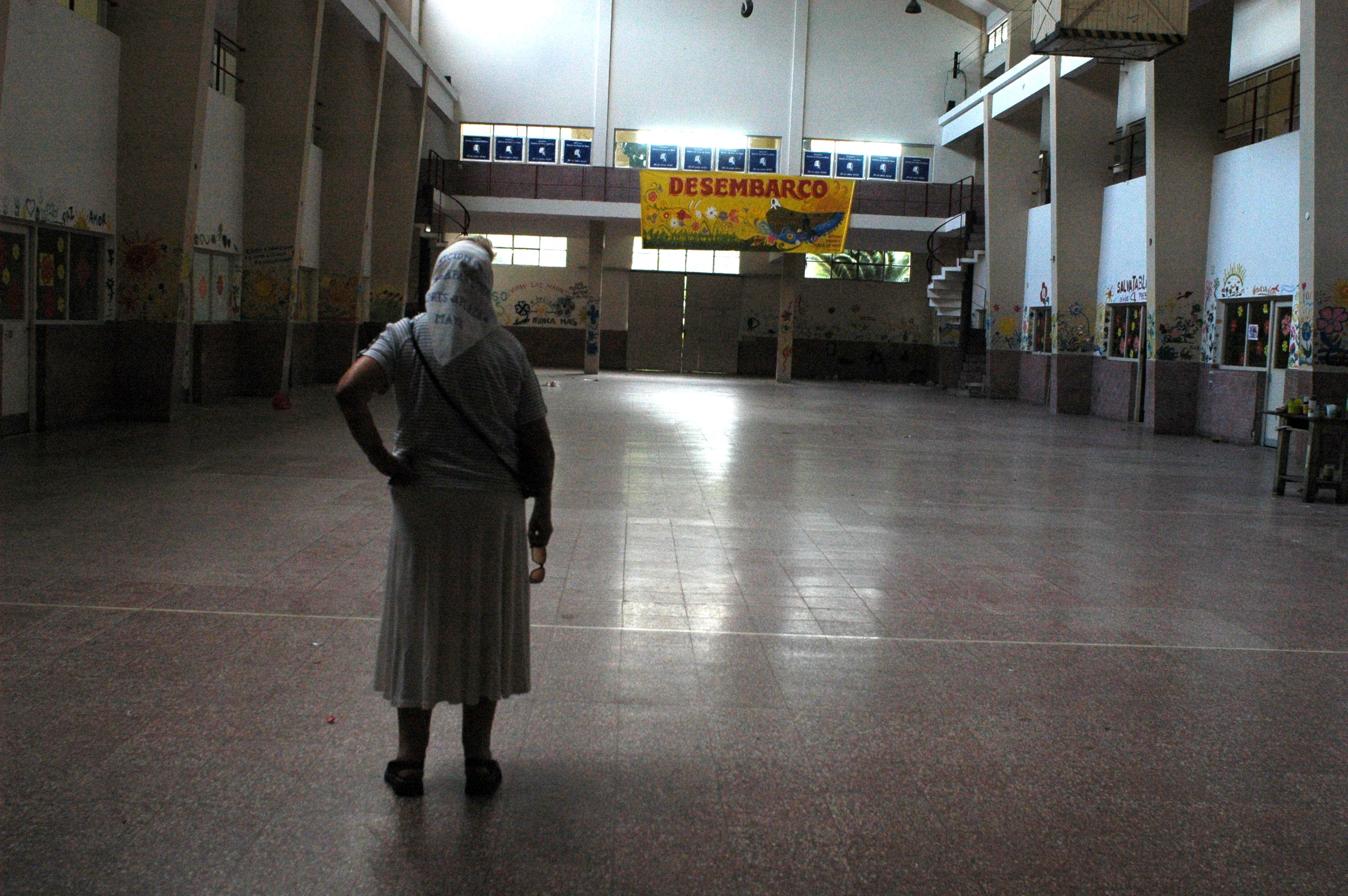
El Espacio se prepara para el "desembarco" de las Madres, 31 de enero de 2008
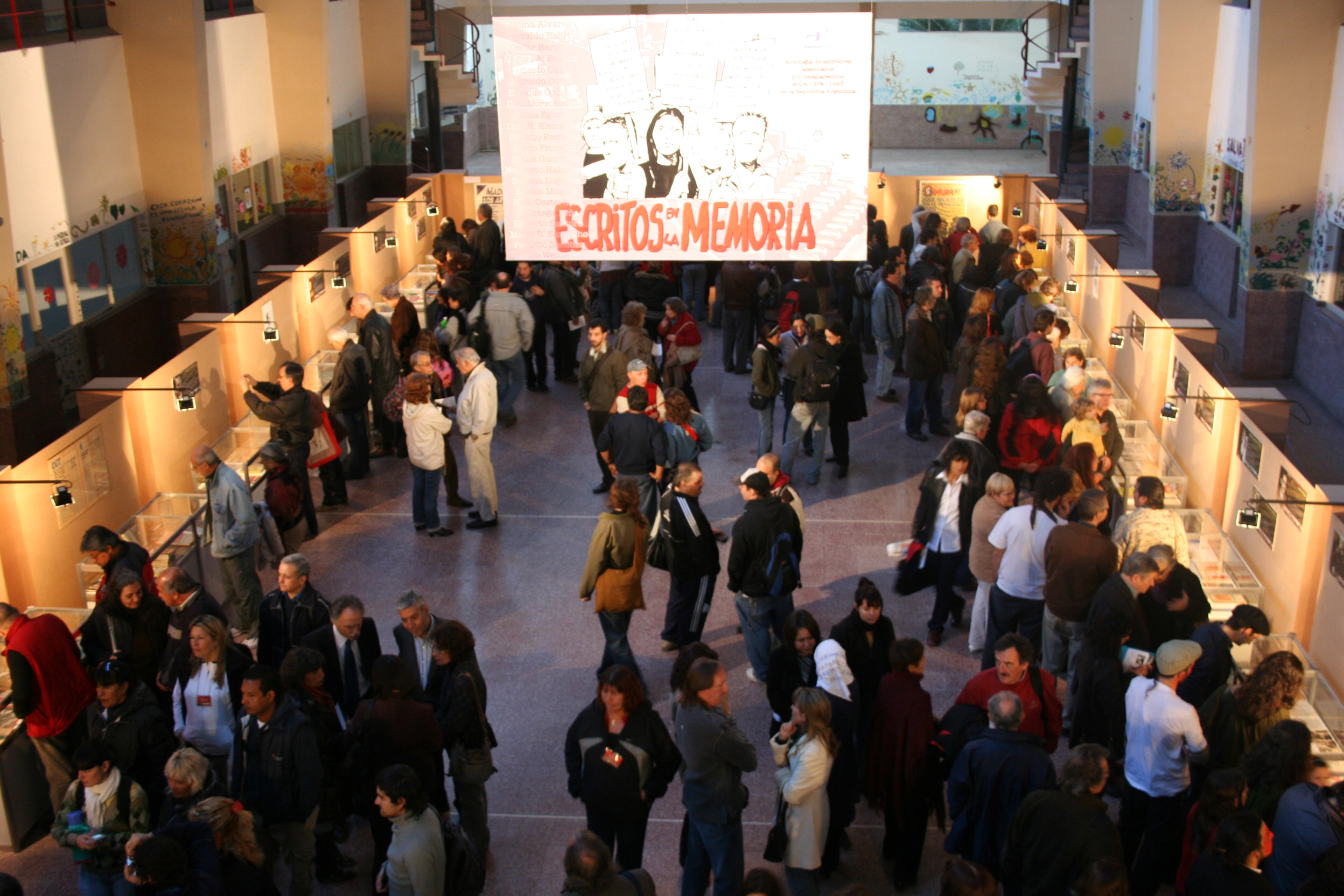
Una exposición durante el lanzamiento del Espacio Cultural
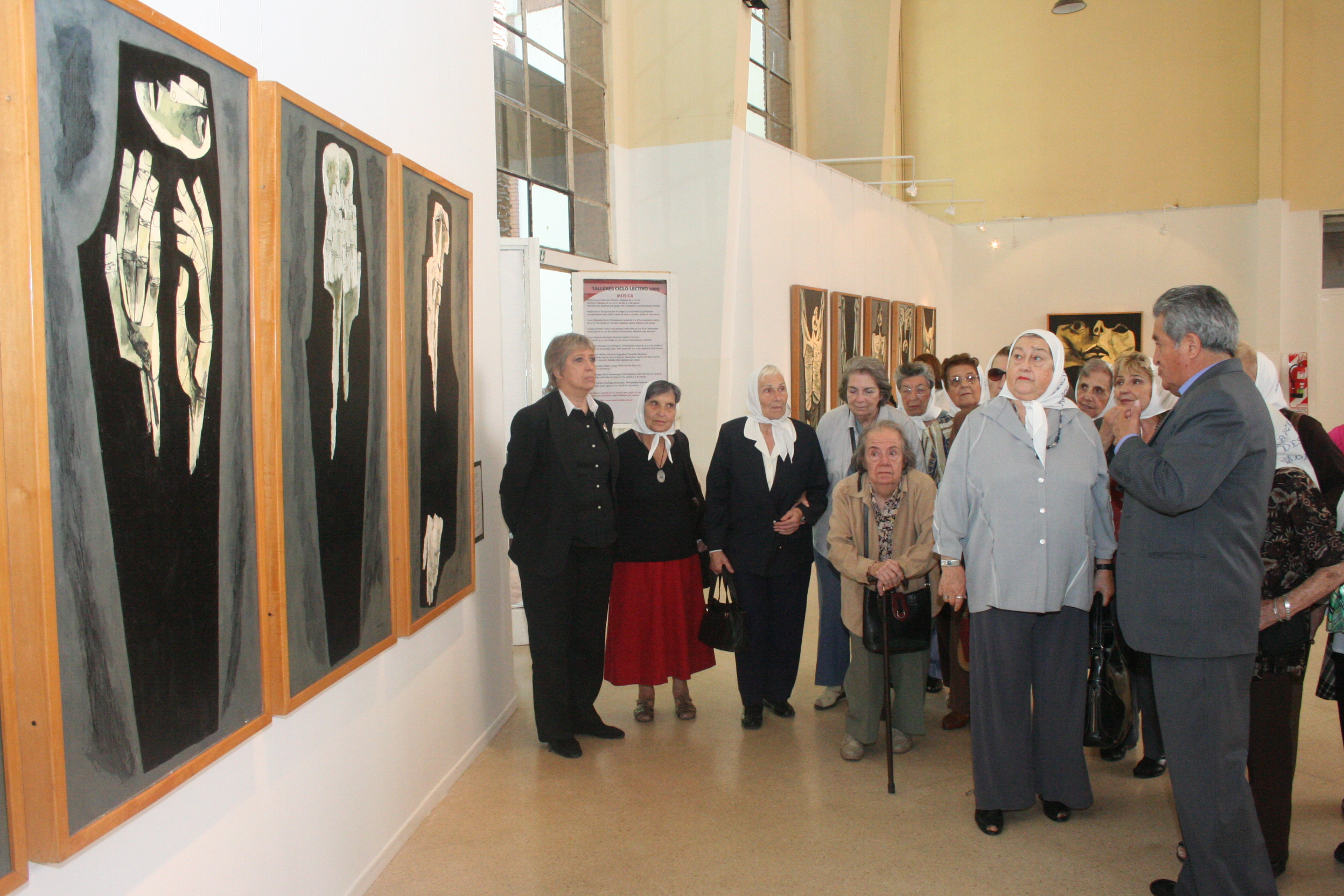
Muestra del artista plástico ecuatoriano Oswaldo Guayasamín, en el ECuNHi. Abril de 2009
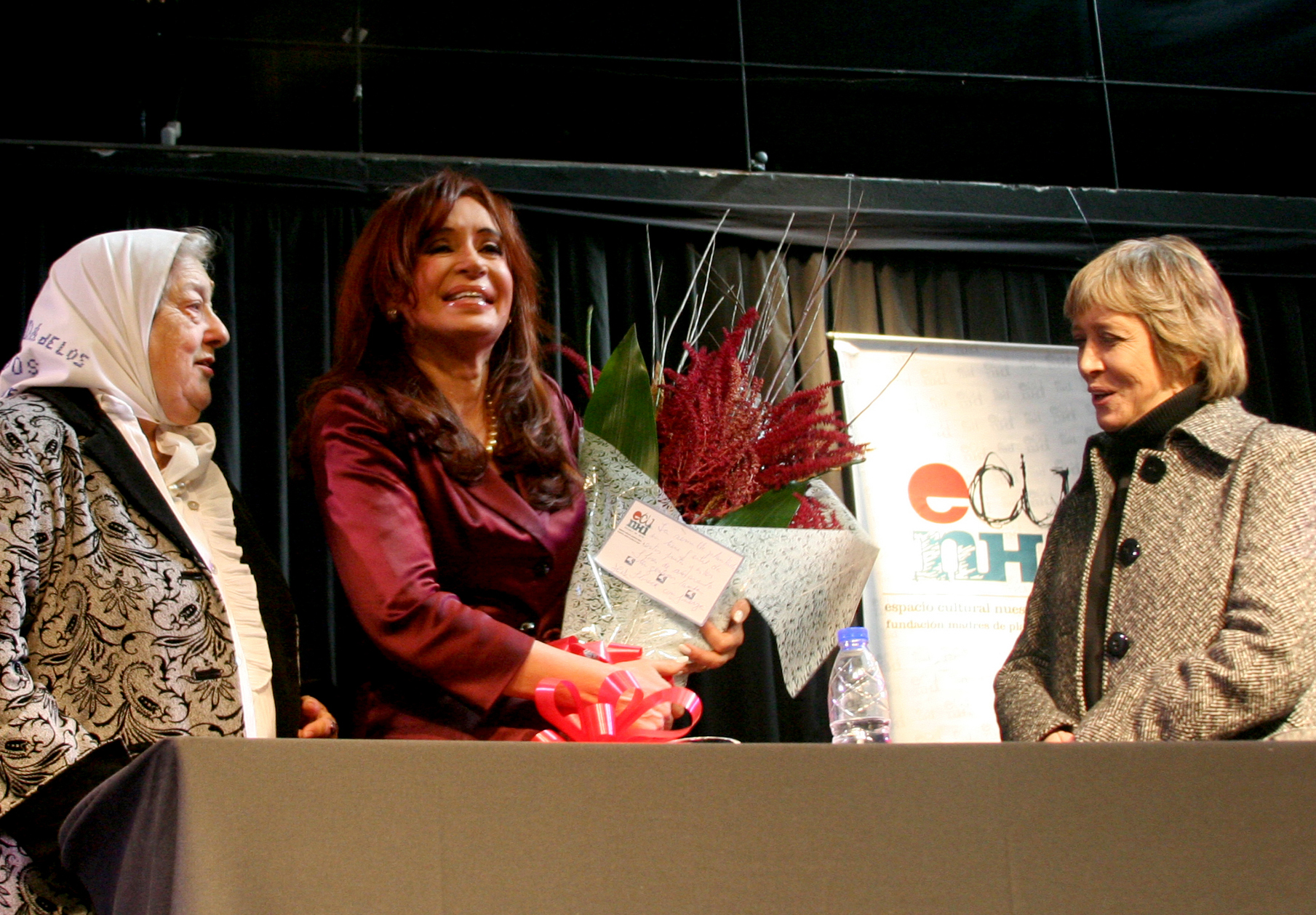
Visita de la presidenta Cristina Fernández de Kirchner, en la foto con Hebe de Bonafini y Teresa Parodi
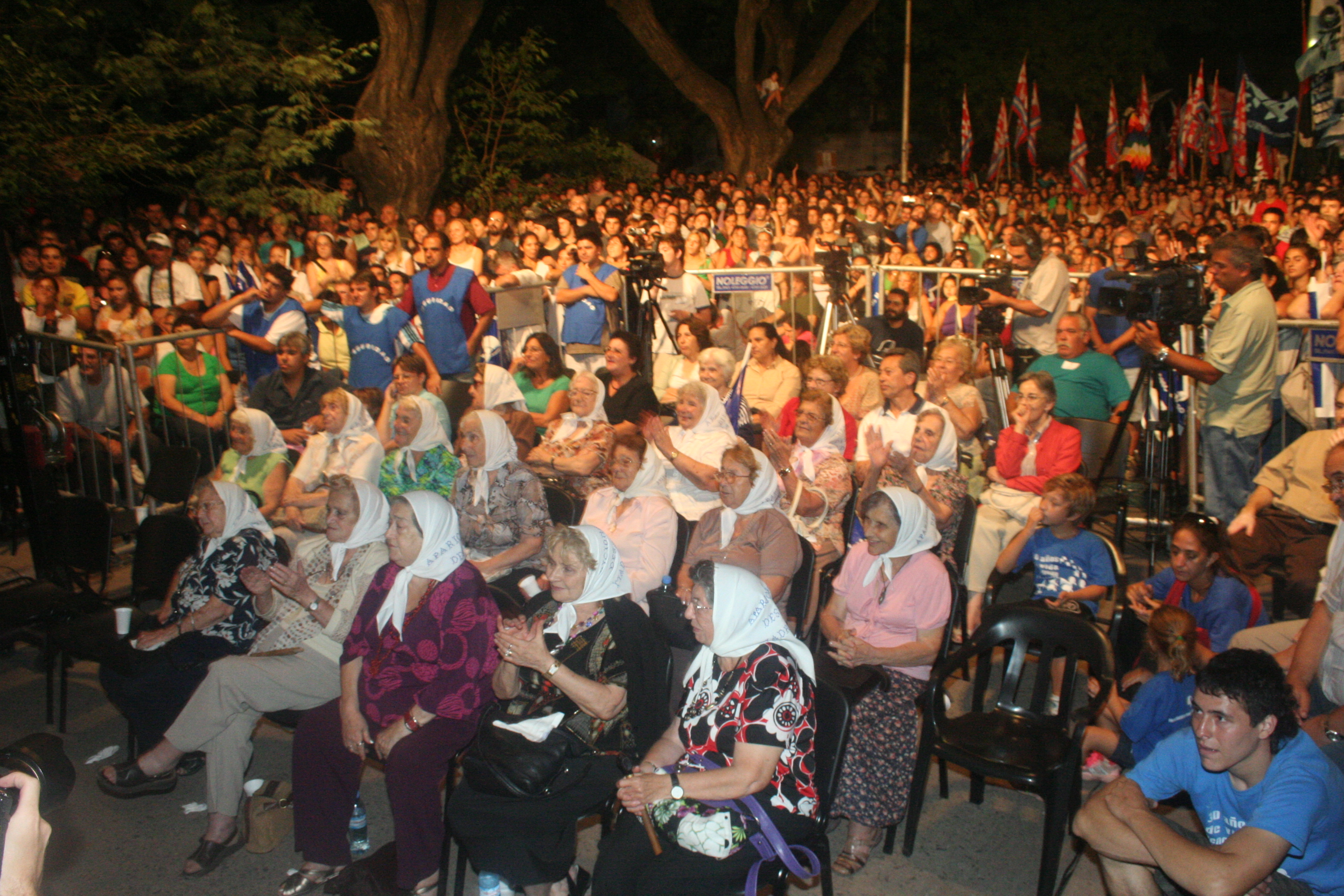
Exterior del ECuNHi durante el Festival de la canción social